# Pinus uncinata
Pinus uncinata là một loài thực vật hạt trần trong họ Pinaceae. Loài này được Ramond ex DC. mô tả khoa học đầu tiên năm 1805.